# Pero grossbecki
Pero grossbecki är en fjärilsart som beskrevs av Richard F. Pearsall 1911. Pero grossbecki ingår i släktet Pero och familjen mätare. Inga underarter finns listade i Catalogue of Life.